# Studierendenwerk OstNiedersachsen
Das Studierendenwerk OstNiedersachsen ist eine gemeinnützige Anstalt des öffentlichen Rechts mit Hauptsitz in Braunschweig. Das Zuständigkeitsgebiet erstreckt sich über die ganze Region Ost-Niedersachsen. Betreut werden rund 60.000 Studierende der Universitäten und Fachhochschulen an den zehn Standorten Braunschweig, Buxtehude, Clausthal-Zellerfeld, Hildesheim, Holzminden, Lüneburg, Salzgitter, Suderburg, Wolfenbüttel und Wolfsburg.

Karte aller Standorte und Leistungen des Studierendenwerks

Es wurde 1922 als Wirtschaftsamt der Technischen Hochschule Braunschweig gegründet und 1933 in Studentenwerk Braunschweig umbenannt. Nach der Fusion mit dem Studentenwerk Clausthal 2007 trägt es seit 2011 den Namen Studentenwerk OstNiedersachsen. Im Oktober 2022 wurde das Studentenwerk in Studierendenwerk umbenannt.
Zu den Angeboten des Studierendenwerks gehören die Verpflegung der Studierenden, z. B. in Mensen und Cafeterien, die Vermietung von Wohnheimplätzen, Unterstützung bei der Studienfinanzierung, Beratung bei finanziellen, persönlichen, sozialen oder rechtlichen Problemen, Kinderbetreuung sowie die Förderung der studentischen Kultur.
Das Studierendenwerk OstNiedersachsen beschäftigt insgesamt rund 500 Mitarbeiter und ist das größte der fünf niedersächsischen Studierendenwerke. Als eines von insgesamt 57 Mitgliedern gehört es zum Dachverband Deutsches Studierendenwerk e.V. mit Sitz in Berlin, das insbesondere in sozialpolitischen Fragen die Interessen der Studierenden in Deutschland vertritt. 2011 wurde die Tochtergesellschaft Hochschulservice OstNiedersachsen GmbH gegründet, in der rund 110 Mitarbeiter beschäftigt sind. Geschäftsführer seit 2006 ist Sönke Nimz.

## Leistungsangebot
Zum Leistungsangebot zählen:

### Gastronomie
Das Studierendenwerk betreibt 12 Mensen sowie 12 weitere gastronomische Einrichtungen wie Cafeterien, Bistros, Kaffeebars und Verkaufswagen und versorgt die Studierenden an den Standorten mit verschiedenen Mittagsangeboten, Snacks und Desserts. Die Kindertagesstätten des Studierendenwerks und weiterer Träger werden ebenso von den Mensen beliefert.

### Wohnen
Das Studierendenwerk betreibt 35 Wohnheime und bietet insgesamt 4503 Wohnplätze an den Standorten Braunschweig, Buxtehude, Clausthal-Zellerfeld, Hildesheim, Lüneburg, Suderburg, Wolfenbüttel und Wolfsburg für Studierende an. Zusätzlich stehen Besuchern und Mitarbeitern der Hochschulen Gästeapartments zur Verfügung.

### Studienfinanzierung
Die Abteilung Studienfinanzierung mit ihren drei Beratungsstellen unterstützt die Studierenden bei der Finanzierung ihres Studiums: Sie bearbeitet Anträge nach dem Bundesausbildungsförderungsgesetz (BAföG) und informiert über alternative Finanzierungsmöglichkeiten, wie z. B. Studienkredite.

### Beratung
Das Studierendenwerk bietet verschiedene Beratungsangebote an, um Studierenden im Studienalltag zu helfen: Bei psychischen und persönlichen Problemen hilft die psychosoziale/psychotherapeutische Beratung, bei Fragen rund um die Finanzierung des Studiums hilft die Sozialberatung. Hier ist auch der Darlehensfonds des Studierendenwerks angesiedelt. Bei rechtlichen Angelegenheiten kann die Rechtsberatung (zusammen mit den ASten der Hochschulen) in Anspruch genommen werden. Alle Beratungsangebote sind kostenfrei.

### Kinder
An den Standorten Braunschweig, Hildesheim, Lüneburg und Wolfenbüttel betreut das Studierendenwerk in sechs Kindertagesstätten bis zu 250 Kinder bereits ab einem Alter von zwei Monaten. In Clausthal-Zellerfeld kümmert sich eine Tagesmutter um Kinder von Studierenden. In Braunschweig und Hildesheim stehen für die Eltern weitere Betreuungsangebote in Form der flexiblen Kinderbetreuung zur Verfügung. Diese wird von den Hochschulen finanziell gefördert, und dort haben Studierende mit Kind die Möglichkeit, ihren Nachwuchs auch am Nachmittag und in den Ferien betreuen zu lassen.

### Kultur
In den zwei Kulturbüros in Hildesheim und Lüneburg werden Workshops, Ausstellungen und Events aus dem Bereich Kunst und Kultur für Studierende angeboten. Darüber hinaus unterstützt das Studierendenwerk eigene Kulturprojekte der Studierenden finanziell und durch eine intensive Beratung.

## Rechtsgrundlage, Gesetzlicher Auftrag und Finanzierung
Die Aufgaben des Studierendenwerks sind im niedersächsischen Hochschulgesetz (NHG) gesetzlich festgelegt. Es hat den Auftrag der wirtschaftlichen, gesundheitlichen, sozialen und kulturellen Förderung und Beratung der Studierenden in seinem Zuständigkeitsbereich nach Maßgabe der Verordnung über die Zuständigkeit der Studierendenwerke. Das Studierendenwerk finanziert sich zu rund 80 % durch eigene Erträge und studentische Beiträge – den sogenannten Studierendenwerksbeitrag. Die restlichen 20 % stammen überwiegend aus Zuschüssen und Kostenerstattungen des Landes Niedersachsen und der Kommunen.

## Hochschulen
Das Studierendenwerk ist für die Studierenden an folgenden Hochschulen und Universitäten zuständig:
- Technische Universität Braunschweig
- Hochschule für Bildende Künste Braunschweig (HBK)
- Hochschule 21 in Buxtehude
- Technische Universität Clausthal
- Stiftung Universität Hildesheim
- Hochschule für angewandte Wissenschaften und Kunst (HAWK) in Hildesheim und Holzminden
- Leuphana Universität Lüneburg
- Ostfalia Hochschule für angewandte Wissenschaften in Salzgitter, Wolfenbüttel, Wolfsburg und Suderburg